# Junior's Eyes
Junior's Eyes was een Britse band met gitarist Mick Wayne als leider. De band bracht één album uit, maar is vooral bekend als de achtergrondband van David Bowie in 1969.

## Ontstaan
Mick Wayne begon zijn carrière als muzikant in de band The Outsiders, met Jimmy Page als gitarist. Nadat de band een single opnam voor Decca Records in 1965, ging de band het volgende jaar uit elkaar. Wayne stapte vervolgens in de band The Hullaballoos, die korte tijd later ook uit elkaar gingen. Hij probeerde een nieuwe line-up samen te stellen met drummer John Cambridge, maar keerde snel terug naar Londen. Cambridge stapte later in de band The Rats met gitarist Mick Ronson. Ondertussen stapte Wayne in de band Bunch of Fives, met voormalig The Pretty Things-drummer Viv Prince, die tijdens 1966 de naam veranderde in The Tickle. De enige single van deze band,  "Subway (Smokey Pokey World)", verscheen op veel psychedelische compilatiealbums.

## Junior's Eyes
Nadat The Tickle uit elkaar, ging, vormde Wayne de band Junior's Eyes in het begin van 1968, oorspronkelijk met drummer John "Candy" Carr en later ook met John "Honk" Lodge (voorheen van Graham Bond Organisation) op de basgitaar en Steve Chapman op de drums. Met hulp van pianist Rick Wakeman en producer Tony Visconti namen zij hun debuutsingle op. Het trio nam later zanger Graham "Grom" Kelly aan en had korte tijd ook orgelspeler John Redfern in de gelederen, met wie zij aan het eind van 1968 het album Battersea Power Station opnamen, wat werd uitgebracht in juni 1969.
Ook in juni 1969 zaten Wayne en Wakeman tussen de muzikanten die David Bowie's doorbraakhit "Space Oddity" opnamen. Voor het album David Bowie, opgenomen tussen juni en september 1969, werden Bowie en zijn producer Visconti bijgestaan door een nieuwe line-up van Junior's Eyes waarin naast Wayne ook Lodge, Cambridge en gitaar- en fluitspeler Tim Renwick zaten. Dezelfde band speelde ook mee tijdens een sessie van Bowie voor de BBC in oktober 1969 en nam, zonder Wayne, deel aan de B-kant "Conversation Piece" in januari 1970. Wayne hielp daarnaast ook mee met de opnamen van het debuutalbum van James Taylor tussen juli en oktober 1968 en Honk speelde op het nummer "Rock and Roll the Joint" van Pretty Things-drummer Twink in juli 1969. Door deze opnamen voor andere artiesten maakte de band zelf weinig progressie en de nieuwe line-up nam slechts één single op. Op 3 februari 1970 speelde de band hun laatste concert als achtergrondband van Bowie. Tijdens deze show introduceerde Cambridge zijn voormalige bandmaat Mick Ronson aan Bowie en binnen enkele dagen waren zij samen met bassist Visconti de nieuwe achtergrondband van Bowie, genaamd The Hype. Cambridge verliet aan het eind van maart de band weer.

## Latere carrières
Honk en Renwick richtten Quiver op, maar Honk verliet de band snel voordat hij kortstondig drummer Twink ondersteunde in de Last Minute Put Together Boogie Band. Renwick bleef bij Quiver, die later samenwerkten met de Sutherland Brothers, en nam ook op met Mike and the Mechanics en Pink Floyd, en nam hiernaast ook een soloalbum op. Wayne vertrok naar de Verenigde Staten om Joe Cocker te ondersteunen en was een paar jaar sessiemuzikant voordat hij in 1972 terugkeerde naar Londen en meewerkte aan een opnamesessie van Steve Peregrin Took. Geen van de nummers die tijdens deze sessie waren opgenomen was tot tevredenheid van Took en Wayne vormde samen met Duncan Sanderson en Russell Hunter een nieuwe incarnatie van de Pink Fairies, die de single "Well, Well, Well" / "Hold On" en een BBC-sessie opnamen. Sanderson en Hunter waren niet tevreden met de richting die de band opging en zij haalden Larry Wallis over om bij de groep te komen als tweede gitarist voordat zij Wayne ontsloegen. Later vormde hij de bands Juniors en Ozo voordat hij halverwege de jaren '70 de muziekwereld vaarwel zegde. In 1994 stond hij op het punt om een nieuw album op te nemen, voordat hij op 39-jarige leeftijd omkwam bij een brand in het huis van zijn producer.

## Discografie
Singles
- "Keep On Doing It" / "Songs We Sang Last Summer" (als The Outsiders, augustus 1965)
- "Go Home Baby" / "At The Station" (als Bunch of Fives, augustus 1966)
- "Subway (Smokey Pokey World)" / "Good Evening" (als The Tickle, november 1967)
- "Mr Golden Trumpet Player" / "Black Snake" (juni 1968)
- "Woman Love" / "Circus Days" (mei 1969)
- "Star Child" / "Sink Or Swim" (augustus 1969)
- "Well, Well, Well" / "Hold On" (als Pink Fairies, 1973)

Albums
- Battersea Power Station (juni 1969, opnieuw uitgebracht in 2000)
- Bowie at the Beeb (David Bowie, juni 2000 - alleen op de nummers uit oktober 1969)